# Matija Botteri
Matija Botteri (Hvar, 7. srpnja 1808. – Orizaba, Meksiko, 7. srpnja 1877.) bio je samouki hvarski prirodoslovac, ornitolog i sakupljač.
Botteri je rođen na otoku Hvaru, istražio je brojna kopnena i morska područja Hvara i srednjodalmatinskih otoka. Godine 1854. otputovao je u Meksiko u svrhu prikupljanja biljnih vrsta za Kraljevsko Hortikulturalno Društvo (Royal Horticultural Society). Smjestio se u Orizabi, gdje je kao profesor na sveučilištu predavao jezike i prirodopis.
Sakupio je znatan dio materijala za Visijanijevo djelo Flora dalmatica, a njegov rukopis četiriju kataloga flore i faune skraćeno je objavio Spiridon Brusina. Dijelovi njegova herbara čuvaju se u Botaničkom zavodu Prirodoslovno-matematičkog fakulteta u Zagrebu.
Jedna vrsta vrapca nosi ime njemu u čast. To je Botterijev vrabac (Prugastoleđi strnadar, Aimophila botterii). Vrsta je otkrivena u Meksiku 1857. godine.